# Jul det' cool
"Jul det' cool" er en julesang af den danske hip hop-gruppe MC Einar. Den udkom den 24. november 1988 på CBS Records. "Jul' det cool" er blevet beskrevet som en "anti-julesang", og er ifølge MC Einar "et satirisk og syrligt modspil til forbrugs-julen, hvor danskerne æder og bruger penge så uanstændigt, at depressionerne følger i kølvandet i januar".  "Jul det' cool" benytter en sampling af nummeret "Sleigh Ride" fra albummet Christmas Wonderland (1963) indspillet af Bert Kaempfert og hans orkester, som er komponeret af den amerikanske komponist Leroy Anderson i 1949 og 77 procent af de royalties sangen indtjener går til Anderson. Sangen var ifølge Koda den mest spillede julesang på dansk radio i perioden 2008-2012. I december 2013 modtog singlen guld for 900.000 streams.

## Baggrund
Teksten til "Jul det' cool" er skrevet af rapper Nikolaj Peyk og Jørgen Juul fra pladeselskabet CBS. Peyk beskrev i 2004 tekstens indhold: 
| Citat | Den handler om hyggen, men det er jo en utopi, at det kun er hyggeligt. Julen ejes jo af Magasin og Field's, julemanden har Coca-Cola skabt, vi æder, drikker og stresser, hvilket jo ikke har noget med jul - eller Jesus Kristi fødsel - at gøre, men alligevel er julen et lyspunkt i en grå tid på året. Et lyspunkt at se frem til. På den måde pillede vi med sangen ved myten om julen - fortalte, hvordan den ser ud i virkeligheden. | Citat |
|       | |       |

Sangen indeholder en voiceover, der lyder "Lille Øyvind på 5 år er blevet væk fra sin mor. Han kan afhentes i kundeservice", og det var møntet på Øyvind Hagen Traberg aka. MC Swan fra rapgruppen Rockers By Choice. Forsangeren fra MC Einar, Einar Enemark, har udtalt at Traberg "blev stiktosset og ville pande os ned, hvis han mødte os på gaden".

## Spor
- 7" vinyl (1988)

1. "Jul det' cool" – 5:56
2. "Et rigtig juleeventyr" – 3:10

- 12" vinyl / CD single (1988)

1. "Jul det' cool" – 5:56
2. "Et rigtig juleeventyr" – 3:10
3. "Superskufle" – 5:17
4. "Jul det' cool" (instrumental version) –  5:01

- CD single (1994)

1. "Jul det' cool" – 5:55

## Hitliste
| Hitliste (1988-2018)   | Højeste placering |
| ---------------------- | ----------------- |
| Danmark (Track Top-40) | 7                 |